# Collegio di Monmouthshire
Monmouthshire è un collegio elettorale gallese, rappresentato alla Camera dei Comuni del Parlamento del Regno Unito. Elegge un membro del Parlamento con il sistema first-past-the-post, ossia maggioritario a turno unico. Il collegio, dopo essere stato in vigore dal 1536 al 1885, è stato re-istituito nel 2024 con la revisione dei collegi di Westminster. L'attuale parlamentare è Catherine Fookes del Partito Laburista, che rappresenta il collegio dal 2024.

## Estensione
Il collegio di Monmouthshire comprendeva la contea storica del Monmouthshire, con l'eccezione che dal 1832 vi fu anche un altro collegio, Monmouth Boroughs, all'interno della contea.
Dal 2024 il collegio è costituito dai seguenti ward del Monmouthshire:
- Bulwark and Thornwell, Caerwent, Cantref,Chepstow Castle and Larkfield, Croesonen, Crucorney, Devauden, Drybridge, Gobion Fawr, Goetre Fawr, Grofield, Lansdown, Llanbadoc and Usk, Llanelly, Llanfoist Fawr and Govilon, Llangybi Fawr, Llantilio Crossenny, Mardy, Mitchel Troy and Trellech United, Mount Pleasant, Osbaston, Overmonnow, Park, Pen Y Fal, Portskewett, Raglan, Severn, ShirenewtonSt Arvans, St Kingsmark, Town e Wyesham, provenienti dal precedente collegio di Monmouth;
- Caerwent, Caldicot Castle, Caldicot Cross, Dewstow, Magor East with Undy, Magor West, Rogiet, Severn e West End provenienti dal collegio di Newport East.

## Membri del parlamento dal 2024
| Elezione | Elezione | Deputato         | Partito   |
| -------- | -------- | ---------------- | --------- |
|          | 2024     | Catherine Fookes | Laburista |

## Risultati elettorali

### Elezioni negli anni 2020
| Partito                    | Partito                                      | Candidato                  | Risultati 4 luglio 2024 | Risultati 4 luglio 2024 |
| Partito                    | Partito                                      | Candidato                  | Voti                    | %                       |
| -------------------------- | -------------------------------------------- | -------------------------- | ----------------------- | ----------------------- |
|                            | Laburista                                    | Catherine Fookes           | 21 010                  | 41,32                   |
|                            | Conservatore                                 | David TC Davies            | 17 672                  | 34,76                   |
|                            | Reform UK                                    | Max Windsor-Peplow         | 5 438                   | 10,70                   |
|                            | Verde                                        | Ian Chandler               | 2 357                   | 4,64                    |
|                            | Lib Dem                                      | William Powell             | 2 279                   | 4,48                    |
|                            | Plaid Cymru                                  | Ioan Rhys Bellin           | 1 273                   | 2,50                    |
|                            | Indipendente                                 | Owen Lewis                 | 457                     | 0,90                    |
|                            | True & Fair                                  | June Davies                | 255                     | 0,50                    |
|                            | Heritage                                     | Emma Meredith              | 103                     | 0,20                    |
|                            |                                              |                            |                         |                         |
| Iscritti                   | Iscritti                                     | Iscritti                   | 74 823                  | 100,00                  |
| ↳ Votanti (% su iscritti)  | ↳ Votanti (% su iscritti)                    | ↳ Votanti (% su iscritti)  | 50 844                  | 67,95                   |
| ↳ Astenuti (% su iscritti) | ↳ Astenuti (% su iscritti)                   | ↳ Astenuti (% su iscritti) | 23 979                  | 32,05                   |
|                            |                                              |                            |                         |                         |
|                            | Esito: collegio a Laburista (nuovo collegio) |                            |                         |                         |